# جورج مادن مارتن
جورج مادن مارتن (بالإنجليزية: George Madden Martin)‏ وهو الاسم القلمي للسيدة أتوود ر. مارتن (بالإنجليزية: Attwood R. Martin)‏ (3 مايو 1866 - 30 نوفمبر 1946)؛ روائية أمريكية، عُرفت بكتاباتها الخيالية.